# Bauhinia lakhonensis
Bauhinia lakhonensis är en ärtväxtart som beskrevs av François Gagnepain. Bauhinia lakhonensis ingår i släktet Bauhinia och familjen ärtväxter. Inga underarter finns listade i Catalogue of Life.